# Новоникольск (Приморский край)
Новонико́льск — крупное село в Уссурийском городском округе Приморского края, административный центр Новоникольской сельской территории.
Село расположено в 9 км к северо-западу от Уссурийска.
Поселение появилось в 1866 году, однако официальной датой основания собственно села Новоникольск принято считать 1910 год. Общая протяжённость села — около 5 км вдоль государственной трассы, а ширина до 1,3 км. В селе 6 улиц (Советская, Светланы Тимофеевой, Пионерская, Писарева, Луговая и Колхозная).

## Административный статус
Село Новоникольск является административным центром Новоникольской сельской территории, в состав которой входят также сёла Элитное (133 чел.) и Степное (651 чел.).

## История

Сельсовет

Новоникольск был основан переселенцами из Астраханской губернии в 1866 году, сразу после образования села Никольское (позднее выросшего в город Уссурийск). Новоникольский сельский совет образован в 1922 году. Строительство и развитие Новоникольска началось только в 1910 г. — эту дату и считают годом основания села. Новоникольск динамично рос и развивался, и в 1929 году в нём было не менее 500 дворов и 2 тысяч жителей. Во времена коллективизации в селе в результате объединения нескольких сельскохозяйственных артелей был создан колхоз «Коммунар», названный в честь Парижской коммуны, который стал основным градообразующим предприятием в селе до начала 90-х, когда перестройка привела к разорению предприятия.
В послевоенные годы в окрестностях села находился лагерь японских военнопленных.
Осенью 2010 года село Новоникольск отметило 100-летний юбилей.

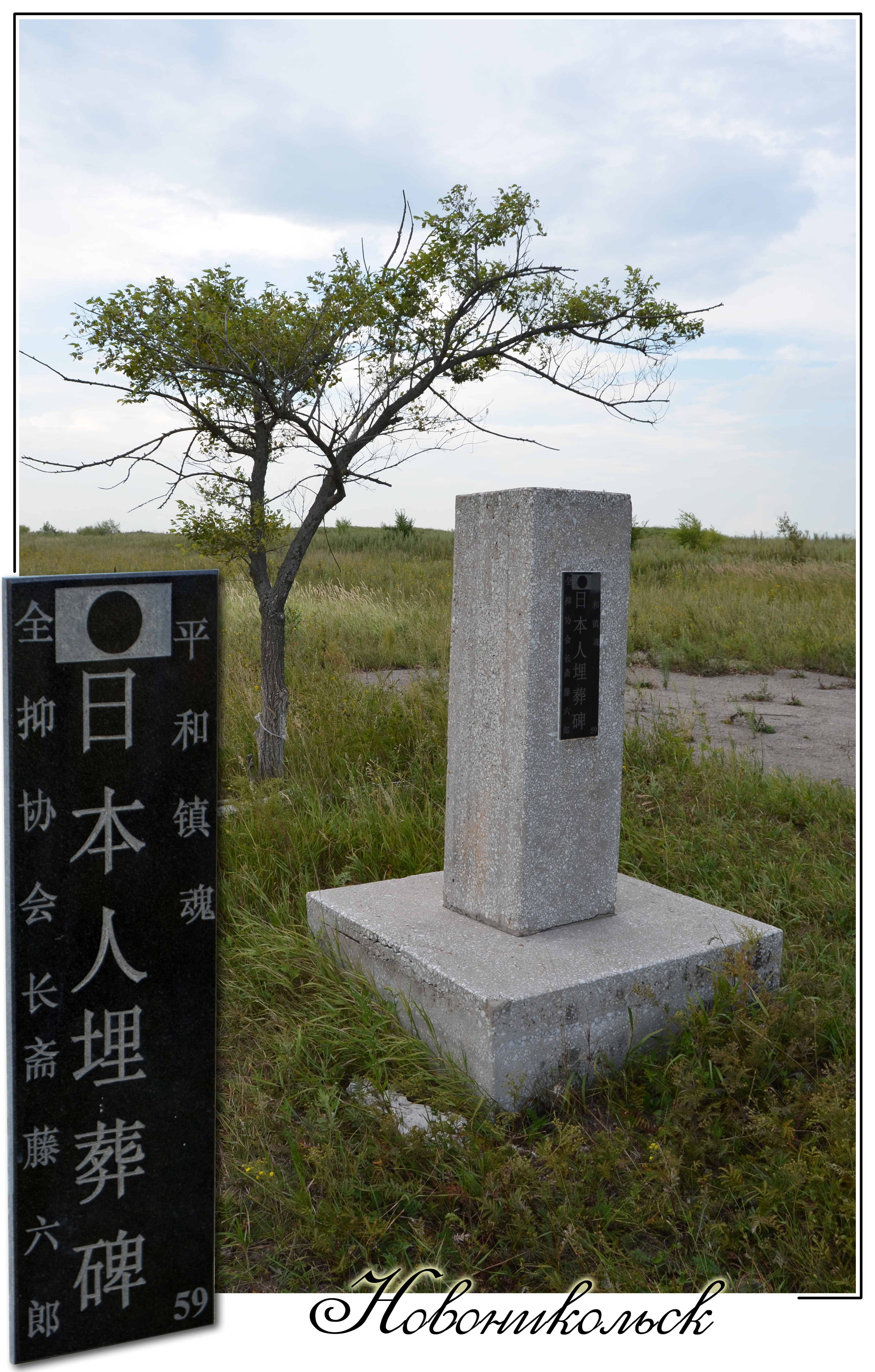
Памятник японским военнопленным.

## Население
| 2002 | 2010  | 2021  |
| ---- | ----- | ----- |
| 4165 | ↗4449 | ↘4006 |

Население Новоникольска — 4449 человек, (2115 мужчин, 2334 женщины); при этом на всей Новоникольской территории в 2007 году жило 5023 человека; по итогам переписи 2010 года — 5233.

## Транспорт
Новоникольск расположен вдоль трассы краевого значения А184 Уссурийск — Пограничный. К северу от села расположена недостроенная Новоникольская объездная дорога, которая должна была разгрузить главную улицу — Советскую, но работы по окончанию строительства так и не были завершены.
Ближайшая пассажирская железнодорожная станция — Уссурийск. Автобусное сообщение с Уссурийском осуществляется маршрутами № 108, 137, 139, 141 и маршрутным такси 108.

## Промышленность и социальная сфера

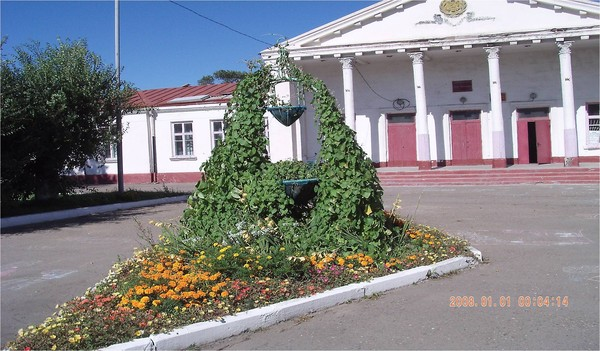
Дом культуры

В дореволюционное время и во времена советской власти Новоникольск являлся одним из крупных центров сельскохозяйственного производства, чему способствовали благоприятные агроклиматические ресурсы в регионе. На протяжении почти всего советского периода крупнейшим предприятием села являлся колхоз «Коммунар», который был основан в 1930 году. В 1970-е на северо-западе села был построен сельский строительный комбинат (ССК), производивший железобетонные изделия. В советский период также в селе имелась свинотоварная ферма (СТФ). После распада СССР колхоз пришёл в упадок, а ССК и СТФ закрылись.
Из современных предприятий в селе имеются: транспортная компания «Россия», занимающаяся грузоперевозками, производственная база ООО «Примстройсвязь», а также более мелкие частные компании.
В селе достаточно хорошо развита социальная сфера: действуют дом культуры, «Центр развития творчества детей и юношества». Единственное учебное заведение — Новоникольская средняя школа № 1. В селе действует амбулатория № 1, которая обслуживает жителей села и близлежащих территорий, а также жителей Октябрьского района. Имеется ветеринарная клиника на окраине села. На окраине также находится ресторан «Фламинго».
Связь
В селе широко представлены все виды связи. Основные операторы сотовой связи: МТС, «Билайн», «МегаФон» и НТК. Компания «Ростелеком» (ранее «Дальсвязь») предоставляет услуги телефонной связи и интернет (преимущественно по технологии aDSL). Ограниченно доступна услуга интерактивного телевидения и широкополосного доступа в интернет.

#### Пищевая промышленность[13]
В 2001 году образовано рыбоперерабатывающее предприятие «Рыбомиров» основанное Кабачинским Юрием Борисовичем. на 2019 год предприятие предоставило 120 рабочих мест.

## Климат
Новоникольский климат в целом очень похож на климат расположенного неподалёку Уссурийска: муссонный, с сухой холодной зимой и жарким и влажным летом, осень затяжная, тёплая и солнечная; сказывается влияние Тихого океана и низких широт.

## Архитектура

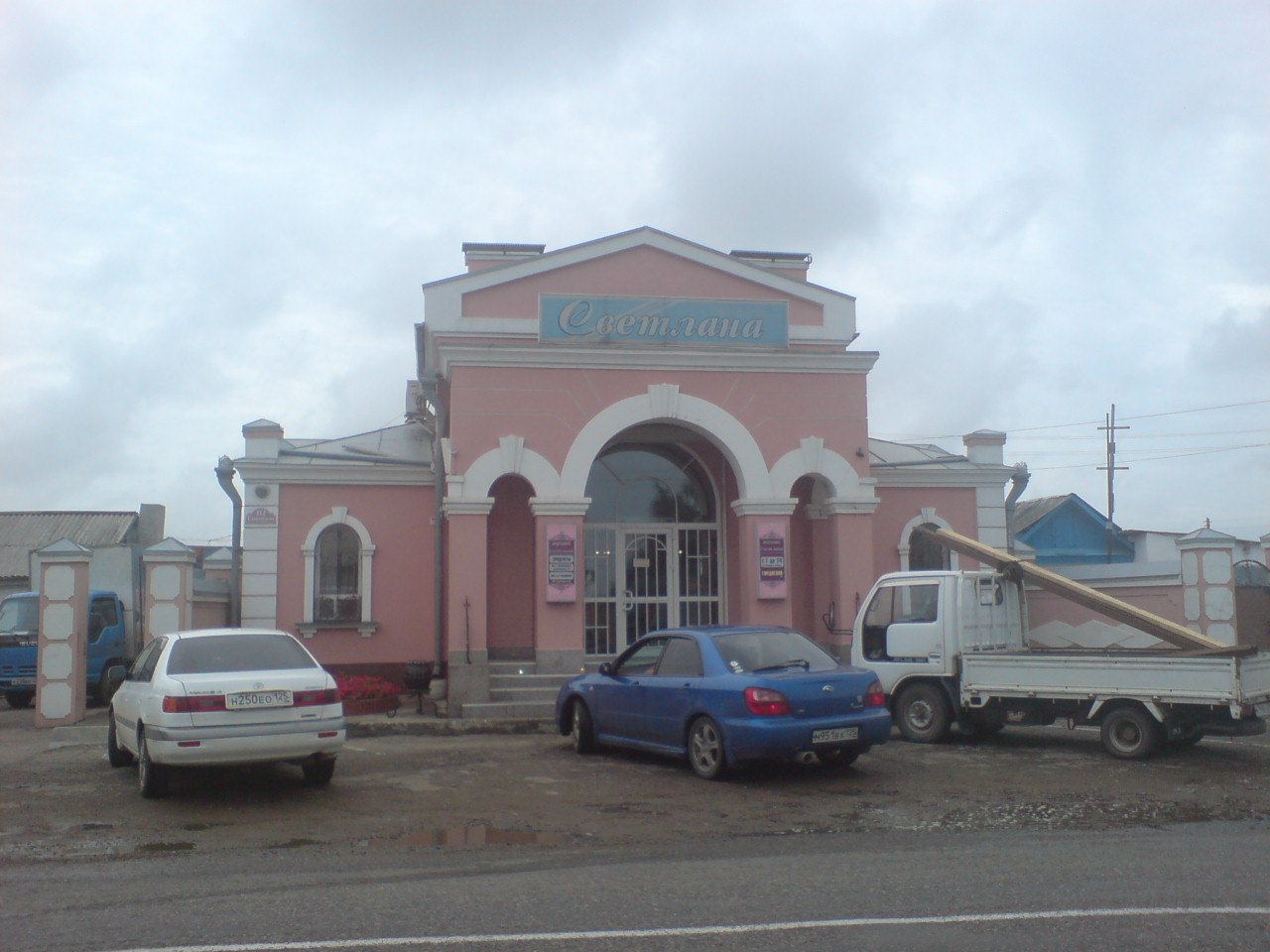
Магазин «Светлана»

В селе преобладает плановая архитектура советских времён, что связано с интенсивной застройкой в указанный период. В целом особых контрастов село не имеет. Представлена преимущественно одноэтажная застройка, в центральном районе имеются 2-5 этажные дома. Ранее в селе была церковь, но сейчас на её месте стоит дом культуры.
В настоящее время селу добавили колорит новые коттеджи, магазин «Светлана», ресторан «Фламинго».

## Природа
В Новоникольске общая экологическая обстановка лучше, чем в соседнем Уссурийске. Село утопает в зелени; рядом с ним имеется река Славянка, на берегу которой расположен местный пляж. До недавних пор у северо-западной оконечности села находилось озеро Кравцово с заболоченными берегами, которое было частично спущено вскрытием дамбы.

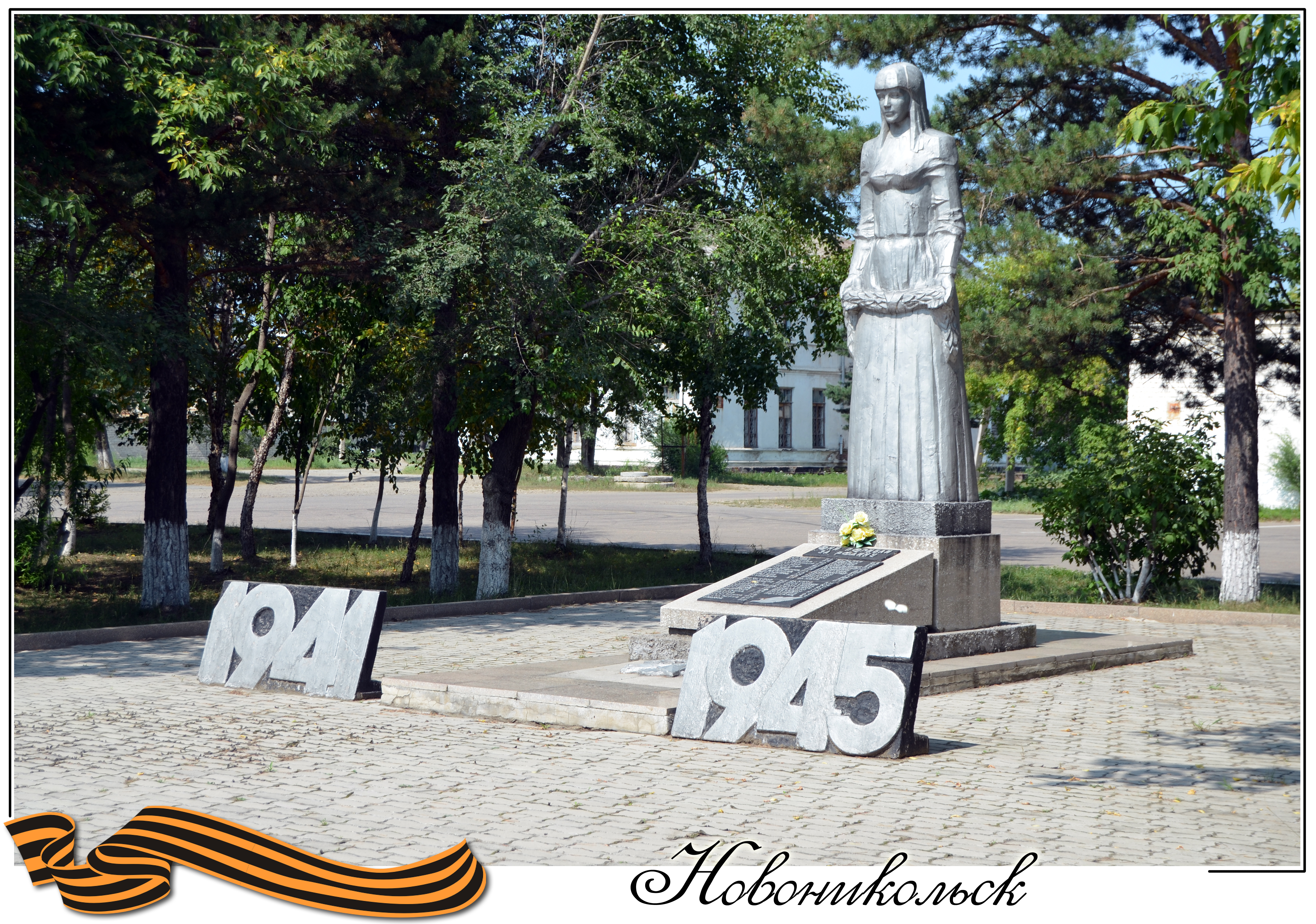
Памятник односельчанам, погибшим в годы Великой Отечественной войны 1941—1945.

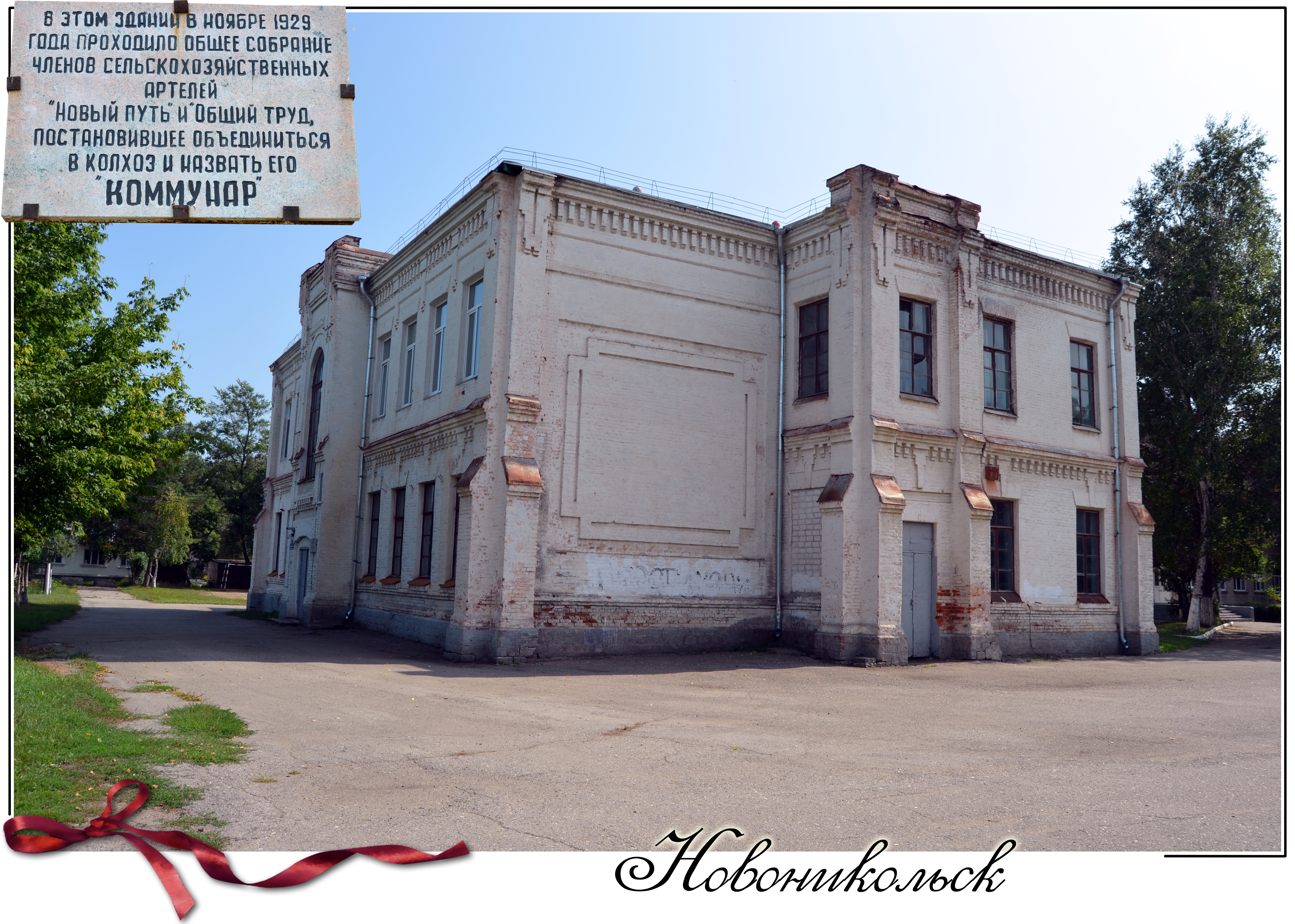
Старое здание школы.

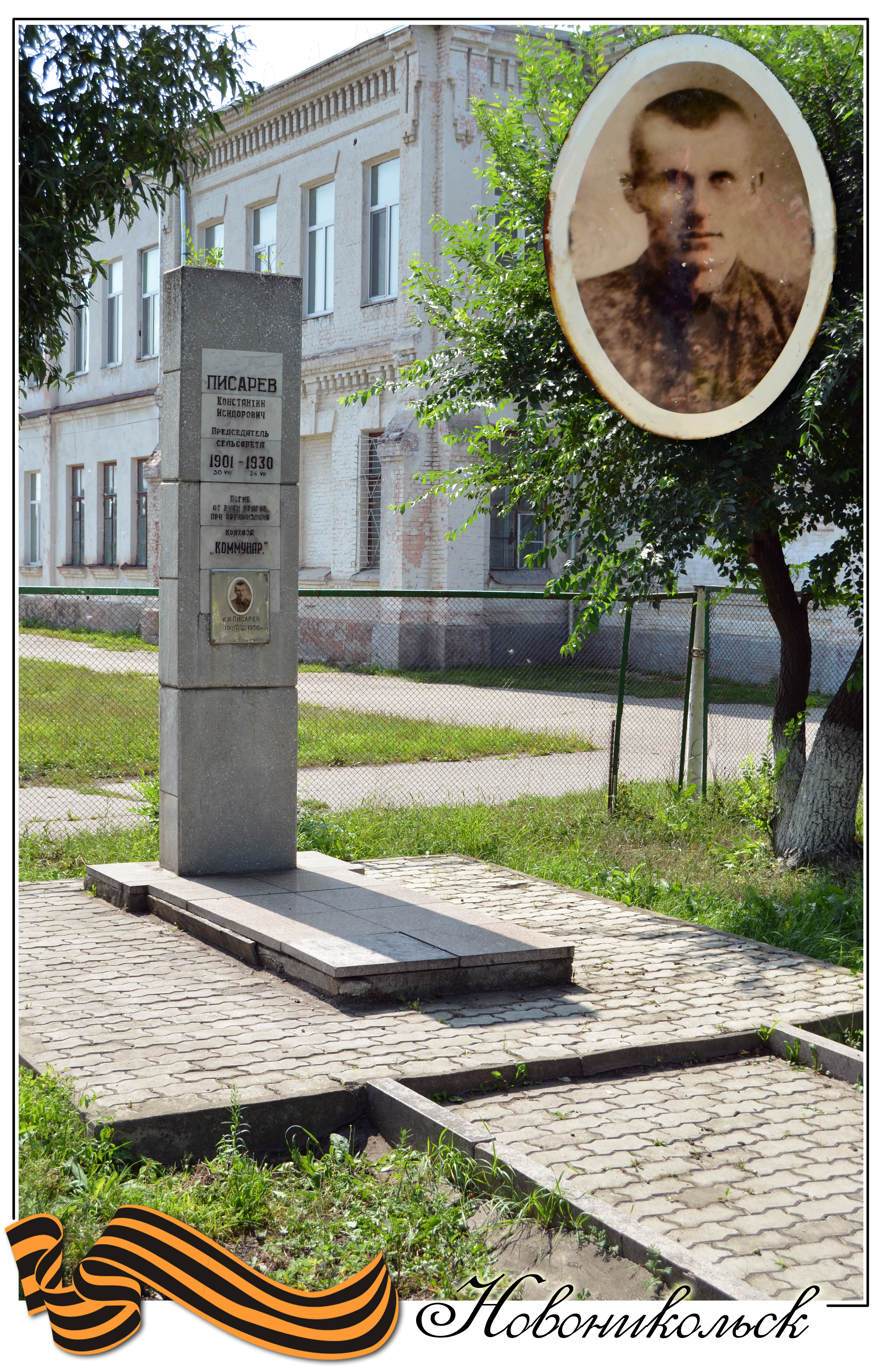
Памятник Константину Исидоровичу Писареву.

## Известные жители и уроженцы
- Сивашов, Борис Алексеевич (род. 2 марта 1930) — Герой Социалистического Труда, тракторист-машинист колхоза «Коммунар»[14][15].